# 歌川豊熊
歌川 豊熊（うたがわ とよくま、生没年不詳）とは、江戸時代の浮世絵師。

## 来歴
『浮世絵師歌川列伝』によれば歌川豊清の子、歌川豊広の孫で豊広より絵を習う。俗名は熊太郎、豊熊という名は桜川慈悲成がつけたと伝える。歌川の画姓を称し、作画期は文政の頃で画風は豊広風といわれるが、現在プーシキン美術館所蔵の絵暦1点が作として知られる。明治20年（1887年）、豊広の六十回忌に三代目歌川広重は豊広の肖像を描いた摺物を残しているが、その摺物の文に「実子豊清氏早世し、嫡孫豊熊氏ありしかども、次ぎて夭せり」とあり、豊清と同じく豊熊も若くして没したとみられる。

## 作品
- 「正月飾」　錦絵絵暦　プーシキン美術館所蔵　※「豊熊画」の落款、「今朝ひらく　暦は伊勢の　鸚鵡石　めてたいといへは　目出たいといふ　桜川甚孝」の画賛あり